# Christa-Louise Riedel
Christa-Louise Riedel (* 1943 in Görlitz) ist eine deutsche bildende Künstlerin mit internationaler Präsenz im Bereich Bildhauerei, Keramik, Malerei, Collage, Zeichnung und Installationen. Sie lebt und arbeitet in Frankenthal (Pfalz).

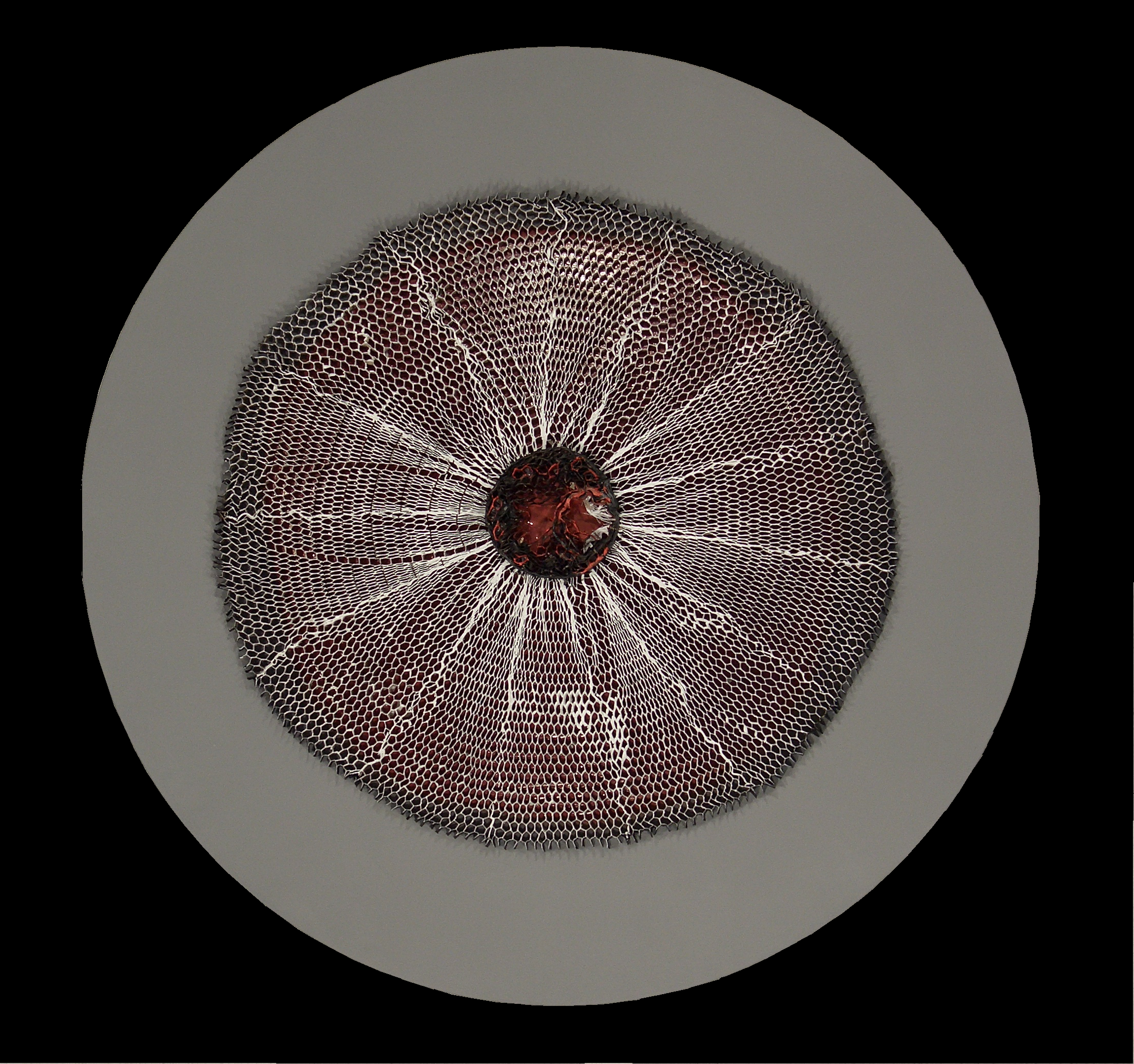
Rotation, Assemblage Mischtechnik/Holz, Tondo 145 cm, 2005

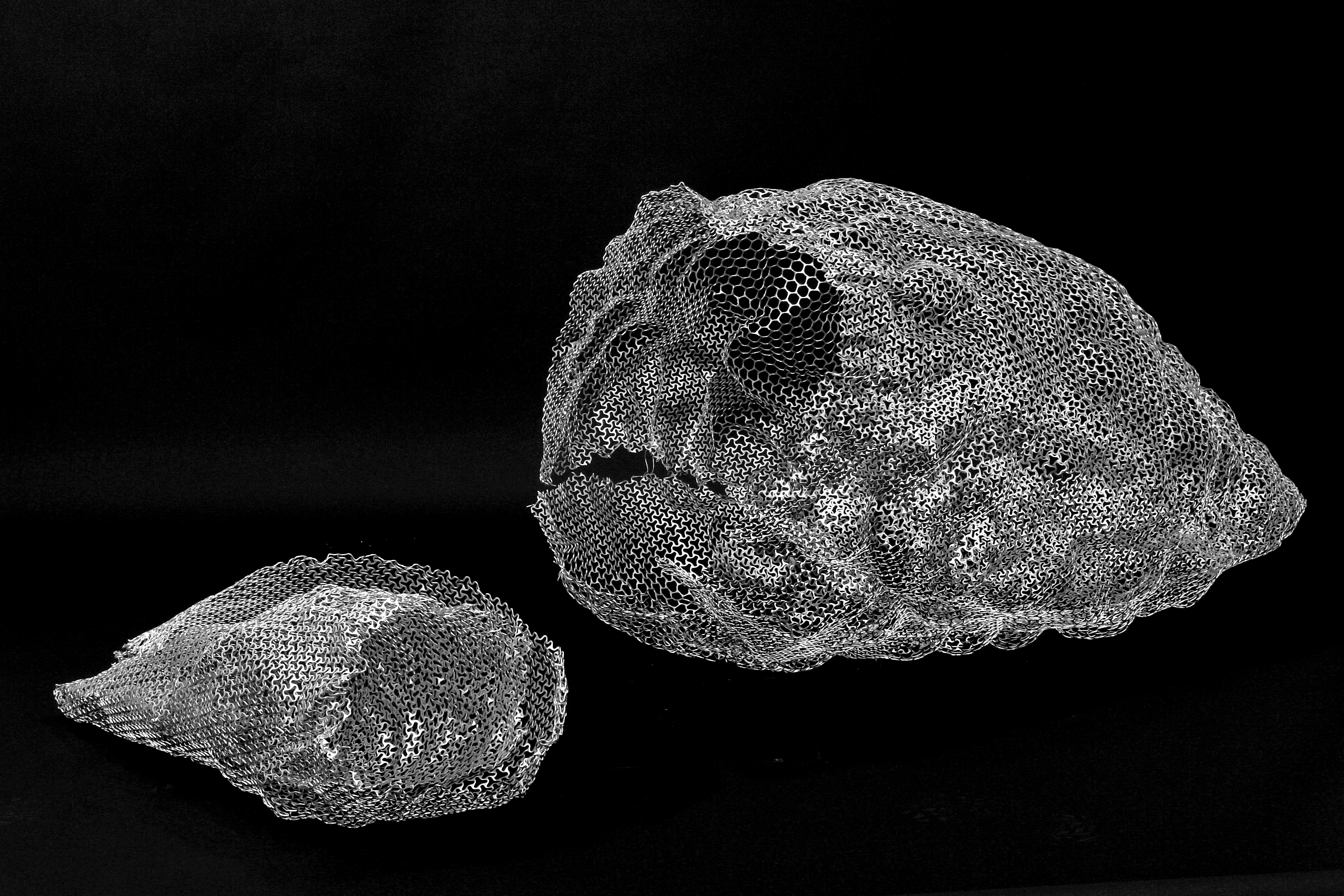
Partus, Metallinstallation, Metallgeflecht 2-teilig, 112 × 70 × 75 cm, 88 × 32 × 43 cm, 2008

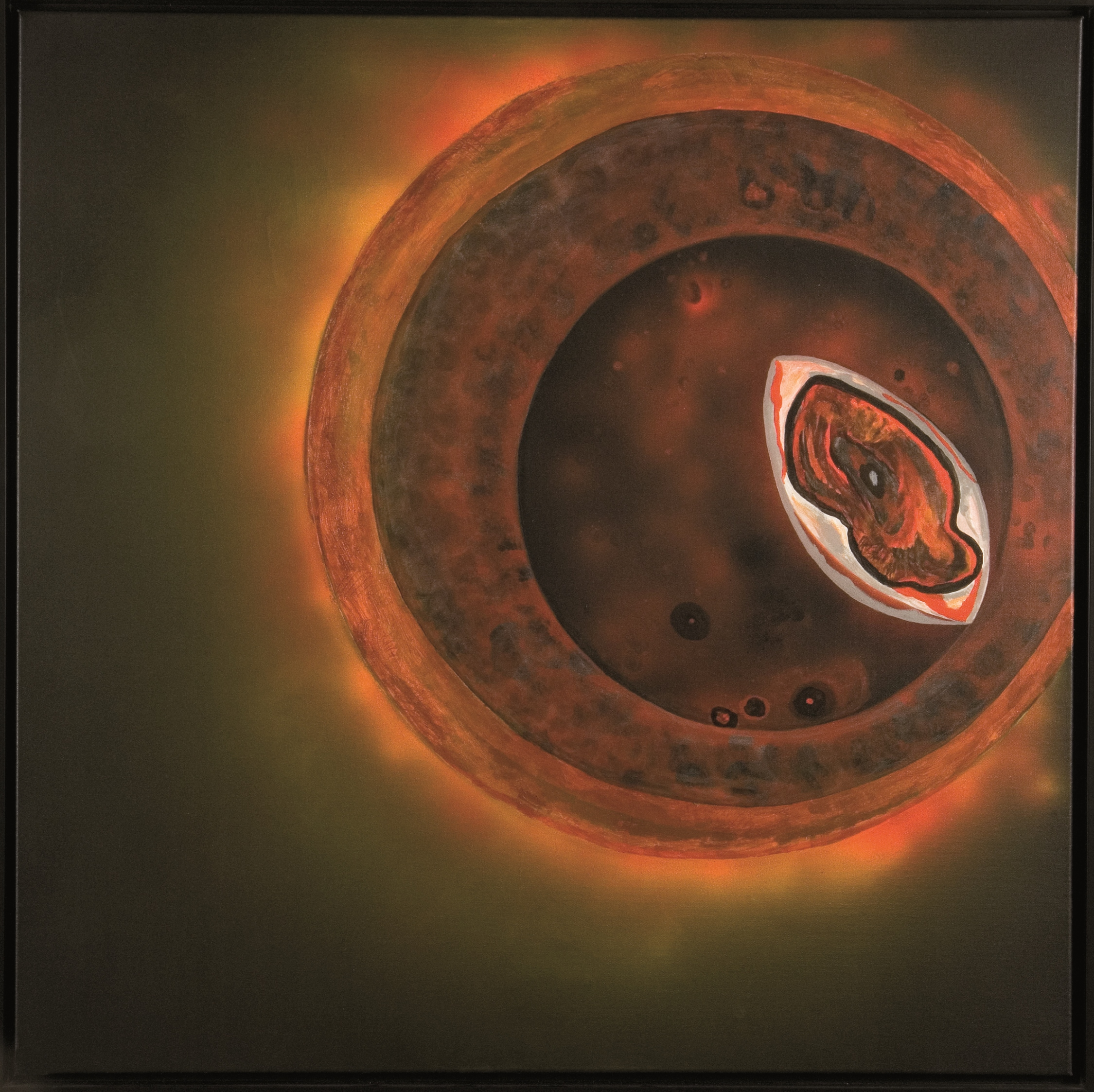
Ring Nebula I, Mischtechnik auf Leinwand, 100 × 100 cm, 2008

## Leben und Werk
Christa-Louise Riedels künstlerischer Werdegang begann 1979 bei Manfred Kieselbach in Mannheim mit plastischen Arbeiten in Ton. In verschiedenen Ausbildungsstätten und Kunstakademien vervollständigte sie von 1980 bis 1988 ihre Kenntnisse in der Objektkunst und Kunstgeschichte. Ab Mitte der neunziger Jahre erweiterte sie zunehmend das Spektrum von Materialien und Themen. Mit Ton, Bronze und Edelstahl entwickelte sie den bisher naturalistischen Stil zur Abstraktion.
Durch ihre Auslandsaufenthalte und damit verbundene Ausstellungen inspiriert, entstanden ab 1999 zunehmend Zeichnungen und Malerei auf verschiedenen Papieren, Leinwand und Holz und ab 2003 Plexi-, Acrylglas sowie Kunststoffarbeiten.
Sie baute ein Kontaktnetz mit Kunstschaffenden in USA, Italien, Spanien, Portugal, Polen, Belgien, Niederlande, Frankreich, Ungarn sowie Ost- und Westdeutschland auf.
Parallel zum eigenen künstlerischen Schaffen betreibt sie ab 1993 eine eigene Galerie für zeitgenössische Kunst in Frankenthal (Pfalz). Mit ihrem Programm konzentriert sie sich auf die Präsentation deutscher und internationaler Gegenwartskunst. Dieses Programm führte sie auch in der 1999 gegründeten Dependance in Deidesheim (Pfalz) durch. Ab 1999 bis 2008 beteiligte sie sich an internationalen Kunstmessen und Biennalen. Von 2012 bis 2014 ist sie Teilnehmerin des Europaprojektes Stadtraumkunst. Dieses hatte ausgehend von Görlitz (Museum Kaisertrutz) weitere 12 Stationen in Polen, Tschechien, Westdeutschland, Portugal, Lettland, Belgien und der Schweiz.

## Zitat
„Das künstlerische Werk der Christa-Louise Riedel offenbart so viele Sichtweisen, Phänomene und vor allem außergewöhnliche künstlerische Techniken. Malerisch durchdrungen und in akribischer Feinarbeit ertastet sie die Vollkommenheit von Kreisen, die immerwährende Einheit von Anfang und Ende.“

„Veränderungen, Experimentieren um neue Ergebnisse zu erzielen, Neugier auf jedwedes Material und die ständige Neuorientierung sind auch für Christa-Luise Riedel wesentliche Antriebsfedern ihrer Kreativität. Eine hohe Sensibilität für kleinste Veränderungen in der Welt, in der sie lebt und arbeitet, charakterisieren die Arbeit der Künstlerin Christa-Luise Riedel. Seit Mitte der 90er Jahre spielen Materialien wie Bronze, Kunststoff, Gips, Papier und vor allem Edelstahl eine zunehmende Rolle.“

## Ausstellungen (Auswahl)

### Einzelausstellungen
- 1998: Solitaire-Galerie Berlin, D
- 1999–2000: Galerie Art-Hus Jevenstedt, D
- 2000: Galerie Rakel Krumbach (Schwaben), D
- 2000: Gallery C. Chaplinel San Francisco, US
- 2001: Galerie im Dom Kultury Zgorzelec, PL
- 2002: Galeria Municipal Abrantes, PL
- 2002: Galerie Chapelle S. Joseph Lesneven, FR
- 2002: Art Gallery Caro Leiden (Stadt), NL
- 2003: Galerie im Dom Kultury Zgorzelec, PL
- 2003: Galerie Osrodek Kultury Bolesławiec, PL
- 2003: Frauenkirche Görlitz, D
- 2005: Galerie im Dom Kultury Zgorzelec, PL
- 2005/2006: Convento S. José Lagao, PT
- 2006: Galerie Municipal Artur Bual Amadora, PT
- 2006: Galerie im Dom Kultury Zgorzelec, PL
- 2006: Barockschloss Königshain (Görlitz), D
- 2008: Atomo Galeria de Arte Porto, PT
- 2009: Kunsthaus Frankenthal (Pfalz), D
- 2010: Atomo Galeria de Arte Porto, PT
- 2013: Art-Ist-Galerie Frankenthal (Pfalz), D
- 2014: Galerie im Rathaus Frankenthal (Pfalz), D
- 2017: Art-Ist-Galerie Frankenthal (Pfalz), D
- 2017: Kulturtage Frankenthal (Pfalz), D
- 2018: Galerie im Landratsamt Görlitz, D

### Ausstellungsbeteiligungen
- 2000: Kunstmesse LINEART Gent (BE)
- 2002: Kunsthistorisches Museum Görlitz  (DE)
- 2002: Holland Art Fair Den Haag (NL)
- 2002: Leyden Art Fair Leiden (NL)
- 2004: Galerie im Dom Kultury Zgorzelec (PL)
- 2005: Bienal de Artes Mafra (PT)
- 2007: Barockschloss Neschwitz  (DE)
- 2007: Galeria Municipal Artur Bual Amadora  (PT)
- 2008: Galeria Pedra do Guilhim Nazaré (PT)
- 2008: Barockschloss Neschwitz (Bautzen) (DE)
- 2008: Galeria Municipal Aljezur (PT)
- 2008: International Bienal de Arte de Madeira Funchal (PT)
- 2008: Kultur- und Kongresszentrum Porto  (PT)
- 2008: Atomo Galeria de Arte Porto  (PT)
- 2009: Galerie im Dom Kultury Zgorzelec (PL)
- 2012: Barockschloss Königshain (Görlitz)  (DE)
- 2012: Kunsthistorisches Museum Görlitz  (DE)
- 2013: Fürstenschloss Żagań (PL)
- 2013: Art-Ist-Galerie Frankenthal (DE)
- 2013: Industriemuseum Henrichshütte Hattingen (DE)
- 2013: Wissenschaftliche Bibliothek Liberice  (CZ)
- 2013: Convento de Cristo Tomar (PT)
- 2013: Forum Culturale Valongo (PT)
- 2014: Marc-Rothko-Museum Daugavpils (LV)
- 2014: Art-Ist-Galerie Frankenthal (DE)
- 2014: Kunstverein Neckar-Odenwald Mosbach[2] (DE)
- 2014: Kunsthaus Frankenthal, (DE)
- 2014: Kunstverein Loschwitz/Dresden, (DE)
- 2015: Museum von Sopot, (PL)
- 2015: Art-Ist-Galerie Frankenthal (DE)
- 2015: Kongresszentrum Davos, (CH)
- 2015: Europaparlament/Europarat Brüssel, (BE)
- 2016: Art-Ist-Galerie Frankenthal (DE)
- 2017: Kunsthaus Frankenthal, (DE)
- 2018: Galeria Municipal Artur Bual Amadora, (PT)
- 2019: Kunst- und Kulturverein Alte Feuerwache Loschwitz/Dresden, (DE)

## Werke in Sammlungen (Auswahl)
- Sammlung Schlesische Musikfeste Görlitz
- Sammlung Küchle Günzburg
- Barockschloss Sammlung Königshain (Görlitz)
- Städtische Sammlungen Zittau
- Städtische Sammlungen Frankenthal (Pfalz)
- Städtische Sammlungen Görlitz
- Sparkasse Rhein-Haardt/Frankenthal (Pfalz)
- Solitaire Galerie Berlin
- Art Gallery C. Chapline San Francisco
- Galeria Municipal Abrantes Portugal
- Convento S. Jose Lagoa Portugal
- Galeria Municipal Artur Bual Amadora Portugal
- Atomo Galeria de Arte Porto Portugal
- Stadtwerke Frankenthal (Pfalz)
- Städtische Sammlung Amadora Portugal

## Kataloge
- Jürgen Matschie: Künstler der Oberlausitz 2. Ernst-Rietschel-Kulturring e.V. (Hrsg.), Pulsnitz 2019.
- Bernd Lange, Ramona Faltin: STADT RAUM KUNST. Kulturamt Kreis Görlitz (Hrsg.) Magnet Werbeagentur, Görlitz 2012.
- Helga Köbler-Stählin: be HAUS ungen. Landratsamt Görlitz (Hrsg.) Magnet Werbeagentur, Görlitz 2012.
- Theo Wieder, Marius Winzeler, Helga Köbler-Stählin, Cornelia Zeißig: Christa-Luise Riedel – Retrospektive. Stadt Frankenthal (Hrsg.) Printart Dannstadt, Frankenthal 2009.
- Manuel Martin Barata: Madeira International Art Bienal. Camara de LOBOS Funchal (Hrsg.) Grafimadeira, Funchal/Madeira 2008.
- Miguel Guimaraes, Paes Cardoso: The Sound of Art Porto. Ordem dos Medicos do Norte (Hrsg.) Eigenverlag, Porto 2008.
- Antonio Modeira, Eduardo Nascimento, Marius Winzeler: Christa-Luise Riedel - Pintura e Escultura Amadora Camara Municipal da Amadora, Galeria Municipal Artur Bual (Hrsg.) Eigenverlag, Amadora 2006.
- Ramona Faltin: Bildende Künstler zwischen Breslau, Prag und Dresden. Grin Verlag, München 2005.
- José Quacio, Marius Winzeler: Christa-Luise Riedel - Expocicao de Pintura e Escultura Lagao. Convento S. Jose - Lagoa (Hrsg.) Eigenverlag, Lagoa 2005.
- Ane Pagará, José Maria Ministros dos Santos: II. Bienal de Artes I Mafra Portugal. Camara Municipal Mafra (Hrsg.) Eigenverlag, Mafra 2005.
- Marius Winzeler: Kunst in Görlitz – Jetzt. Kulturhistorisches Museum Görlitz - Oberlausitzer Kunstverein Galerie Klinger (Hrsg.) Maxroi Graphics Görlitz, Görlitz 2002.
- Andrea Goesch: Christa-Luise Riedel – Skulpturen und Malerei 1998–2001. Christa-Luise Riedel (Hrsg.) Maxroi Graphics Görlitz, Frankenthal 2001.

### Artikel in Zeitschriften
- Helga Köbler-Stählin: Plastiken von Christa Riedel – Augenblicke der Freude, des Schweigens und des Leids. In: Passagen 45. Jg. 10, 1977, S. 26 f.
- Randy Barrow: German Art in Stinson Gallery. In: San Francisco Chronicle. 6. Oktober 2000, S. 14.
- Marcel Berger: Une peindre allemand expose a la Chapelle. In: Le Télégramme Brest. 2002, S. 18.
- Rodrigues Vaz: Uma Idea de vanguarda no Museo do Chiadro. In: Tempo Livre Lisboa. Junho 2006, S. 56 f.
- Helga Köbler-Stählin: Galerie Riedel. Das geheime Leben der Bild- und Objektkunst. In: Frankenthal – einst und jetzt. 2006, S. 44–45.